# Машошин, Андрей Фёдорович
Андре́й Фёдорович Машо́шин (20 ноября 1893 года, Ольховатка, Фатежский уезд, Курская губерния, Российская империя — 2 августа 1964, Ленинград, СССР) — советский военный деятель, генерал-майор (25 сентября 1943 года). Полный кавалер солдатского ордена Святого Георгия.

## Начальная биография
Андрей Фёдорович Машошин родился 20 ноября 1893 года в селе Ольховатка ныне Поныровского района Курской области.

## Военная служба

### Первая мировая и гражданская войны
В октябре 1914 года призван в ряды Русской императорской армии и направлен в Ольвиопольский 7-й уланский полк, дислоцированный в Тамбове, где в августе 1915 года окончил учебную команду. Вскоре полк был передислоцирован, и Машошин унтер-офицером и вахмистром принимал участие в боевых действиях на Юго-Западном фронте. С июля 1917 года после ранения в районе Тарнополя лечился в госпиталях в Киеве и Воронеже. После излечения в феврале 1918 года был демобилизован из рядов армии, после чего работал милиционером в селе Поныри.
В августе 1918 года Машошин призван в ряды РККА, после чего был назначен на должность командира отдельного эскадрона в составе 1-й бригады (12-я стрелковая дивизия) и принимал участие в боевых действиях в ходе боевых действий против войск под командованием А. И. Деникина в районе Луганска, в ходе которых исполнял должность командира 12-го кавалерийского полка.
Весной 1919 года направлен в 15-ю Инзенскую стрелковую дивизию, где был назначен на должность командира взвода конной разведки, а в ноябре — на должность начальника конной разведки 135-й стрелкового полка. Принимал участие в боевых действиях в районе Ростова-на-Дону и Новороссийска, в ликвидации каховского плацдарма, затем — в Крыму, а в 1921 году — против вооружённых формирований под командованием Н. И. Махно в районе Херсона и Первомайска.
За героизм при взятии Новороссийска А. Ф. Машошин награждён орденом Красного Знамени, а за взятие Сиваша — представлен ко второму ордену Красного Знамени, однако в августе 1921 года был осуждён на полтора года условно с лишением наград в связи с убийством одного чекиста и ранением двух других.

### Межвоенное время
После окончания войны продолжил служить в 15-й стрелковой дивизии, где был назначен на должность начальника команды конных разведчиков 45-го стрелкового полка, а в июле 1923 года — на должность командира взвода в составе 44-го стрелкового полка.
В 1928 году Машошину присвоено право окончившего нормальное военное училище.
В октябре 1929 года назначен на должность помощника командира, а в мае 1931 года — на должность командира и военкома отдельного кавалерийского эскадрона в составе 7-й стрелковой дивизии (Украинский военный округ). В сентябре того же года направлен на учёбу на Ленинградские бронетанковые курсы усовершенствования командного состава, после окончания которых в сентябре 1932 года назначен на должность начальника автотехнической службы 100-й стрелковой дивизии.
После окончания трёхмесячных курсов разведчиков при Военной академии механизации и моторизации в июне 1934 года назначен на должность командира и военкома отдельного разведывательного батальона в составе 7-й механизированной бригады (Ленинградский военный округ), в апреле 1935 года — на должность командира отдельного разведывательного батальона в 16-й стрелковой дивизии, а 23 августа 1939 года — на должность командира 402-го стрелкового полка (168-я стрелковая дивизия, 15-я армия), после чего во время советско-финской войны участвовал в боевых действиях на северном побережье Ладожского озера в районе Леметти.
В августе 1940 года назначен на должность начальника пехоты, затем — на должность заместителя командира 168-й стрелковой дивизии, в ноябре — на должность командира этой же дивизии, а 16 мая 1941 года — на должность командира 177-й стрелковой дивизии, формировавшейся в городе Боровичи.

### Великая Отечественная война
С началом войны находился на прежней должности.
6 июля 1941 года дивизия под командованием А. Ф. Машошина была включена в состав Лужской оперативной группы и затем заняла оборонительный рубеж на Киевском шоссе южнее Луги и на реке Плюсса, где и вела оборонительные боевые действия с 10 июля. 25 августа дивизия отступила из Луги, предварительно взорвав железнодорожный и шоссейный мосты с целью затруднения наступления войск противника. Уже на следующий день попала в окружение, из которого вышла к 14 сентября в районе города Пушкин.
10 октября назначен на должность командира 115-й стрелковой дивизии, которая вела боевые действия на Невском пятачке на левом берегу Невы в районе Невской Дубровки. 16 декабря полковник А. Ф. Машошин снят с занимаемой должности и 15 января 1942 года назначен на должность командира 43-й стрелковой дивизии, которая вела наступательные боевые действия по направлению на Усть-Тосно, Путролово и Ям-Ижора, однако в связи с большими боевыми потерями с 27 февраля перешла к обороне.
В мае 1942 года направлен на учёбу на ускоренный курс Высшей военной академии имени К. Е. Ворошилова, после окончания которого 23 ноября того же года назначен на должность командира 142-й стрелковой дивизии, которая вскоре принимала участие в боевых действиях по прорыву блокады Ленинграда.
16 февраля 1943 года полковник Машошин назначен на должность командира 10-й стрелковой дивизии, которая вела оборонительные боевые действия на Карельском перешейке, а в июне 1944 года принимала участие в ходе Выборгской наступательной операции.
С 21 июня 1944 года состоял в распоряжении Военного совета 3-го Прибалтийского фронта и 28 августа того же года назначен на должность заместителя командира 111-го стрелкового корпуса, который принимал в боевых действиях в ходе Рижской наступательной операции и освобождении Риги, после чего выполнял задачи по охране побережья Рижского залива.

Могила Машошина на Богословском кладбище Санкт-Петербурга.

### Послевоенная карьера
После окончания войны находился на прежней должности.
12 декабря 1945 года назначен на должность командира 111-го стрелкового корпуса, который дислоцировался в составе Воронежского военного округа.
Генерал-майор Андрей Фёдорович Машошин в апреле 1946 года вышел в запас. С февраля 1951 года работал на кафедре физического воспитания и спорта ЛИТМО.
Умер 2 августа 1964 года в Ленинграде. Похоронен на Богословском кладбище.

## Отзывы
Старый вояка. Боевое крещение получил в первую мировую войну, затем прокалился на гражданской. Награждён орденом Красного Знамени. Горяч, ершист, вспыльчив, но артиллерию уважает. Работать с ним можно.Г. Ф. Одинцов

## Семья
Жена — Машошина Валентина Марковна;
Сын — Машошин Борис Андреевич
Внук — Машошин Владимир Борисович

## Награды
Российская империя
- Георгиевский крест 1, 2, 3 и 4 степеней.

СССР
- Орден Ленина (30.04.1945);
- Четыре ордена Красного Знамени (20.05.1940, 21.02.1945, 06.06.1945);
- Орден Отечественной войны 1 степени (14.12.1943);
- Медали.

## Статьи
- О присвоении воинских званий офицерскому составу и генералам Красной Армии // Известия. — М., 1943. — № 228. — С. 1.